# Andrea Holá
Andrea Holá (* 2. srpna 1996 Městec Králové) je česká muzikálová herečka a zpěvačka a dabérka.

## Život
Andrea Holá je absolventkou populárního zpěvu na Pražské konzervatoři.

### Kariéra
V roce 2014 se zúčastnila druhého ročníku soutěže Hlas Česko Slovenska, v soutěži skončila čtvrtá a stala se tak vítězkou týmu Dary Rolins a Marty Jandové.
Ten samý rok ji Radek Balaš obsadil do původního českého muzikálu Antoinetta - královna Francie. Na tuto spolupráci pak navázali hit muzikálem Mýdlový princ, kterého se odehrálo přes 300 repríz a vidělo ho tak téměř 250 000 diváků, a muzikálem Trhák podle stejnojmenného filmu Zdeňka Svěráka a Ladislava Smoljaka.
Účinkovala v muzikálech Mefisto, který v roce 2018 hostoval na divadelním festivalu v Daegu v Jižní Koreji, a Sestra v akci v hlavní roli s Lucií Bílou. V následujícím roce ztvárnila postavu vousaté Lettie Lutz ve velkolepé show The Greatest Show inspirované filmem Největší showman v Divadle Hybernia. Momentálně působí v několika inscenacích divadla Studio Dva, Divadla J. K. Tyla, Divadle Spirála a v Divadla Broadway.
V lednu 2019 se se svým prvním singlem „Give Me A Hint“, jejímž autorem je skladatel František Valena, zúčastnila národního kola Eurovision Song.
Společně s Petrem Ryšavým nazpívala titulní píseň k anime seriálu Pokémon. Věnuje se také dabingu - namluvila například hlavní postavy Sofie v netflixových pohádkách Zakletí a Jednorožčí akademie či Zoe v seriálu Škola zlomených srdcí (2022).

## Výběr divadelních rolí
Divadlo J. K. Tyla Plzeň
- Six, role Anna Klevská* (prem.: 1. 2. 2025)
- Dracula, role nymfa* (prem.: 7. 9. 2024)

Hudební divadlo Karlín
- Sestra v akci* (prem.: 19. 10. 2017)

Divadlo Bez zábradlí
- Cikáni jdou do nebe, role Maria* (prem.: 15. 4. 2004)

Nová Spirála
- Vzkříšení* (prem.: 3. 10. 2024)

Studio DVA divadlo
- Revizor, role Marja Antonovna* (prem.: 19. 8. 2020)
- Starci na chmelu, role Božka* (prem.: 7. 6. 2019)
- Funny Girl, role Bublina*  (prem.: 24. 2. 2017)

Divadlo Broadway
- Troja, role Hemina* (prem.: 1. 2. 2024)
- Trhák (prem.: 25. 10. 2018)
- Mýdlový princ, role Andrea Lipinská (prem.: 10. 3. 2015, obnovená premiéra 10. 4. 2025)

Divadlo Hybernia
- The Greatest Show, role Lettie Lutz (prem.: 1. 5. 2019)
- Mefisto*, role Studenti (prem.: 3. 11. 2016)
- Sibyla, královna ze Sáby* (prem.: 17. 3. 2016)
- Antoinetta - královna Francie* (prem.: 9. 4. 2014)

* V inscenacích označených hvězdičkou vystupuje / vystupovala v alternaci.

## Diskografie
- Trhák Muzikál (2018)
  - 07. Mít Křídla (ft. Rober Urban)
  - 10. Vyhrát Se Dá (ft. Trhák Muzikál)
- Give Me a Hint (singl 2019)
- This is me (singl 2020)